# La Source cachée
La Source cachée (De verborgen bron) est un roman néerlandais écrit par Hella S. Haasse en 1950.
Le roman est publié en 1998 dans une traduction française,,.